# (143651) 2003 QO104
(143651) 2003 QO104 est un astéroïde Apollon et aréocroiseur, classé comme potentiellement dangereux. Il fut découvert par NEAT à l'observatoire du Haleakalā le 31 août 2003.